# Juni 1995
Portal Geschichte | Portal Biografien | Aktuelle Ereignisse | Jahreskalender | Tagesartikel

◄ |
19. Jahrhundert |
20. Jahrhundert
| 21. Jahrhundert

◄ |
1960er |
1970er |
1980er |
1990er
| 2000er | 2010er | 2020er | ►

◄ |
1991 |
1992 |
1993 |
1994 |
1995
| 1996 | 1997 | 1998 | 1999 | ►

◄ |
März 1995 |
April 1995 |
Mai 1995 |
Juni 1995 |
Juli 1995 |
August 1995 |
September 1995 |
►
Dieser Artikel behandelt aktuelle Nachrichten und Ereignisse im Juni 1995.

## Tagesgeschehen

### Samstag, 3. Juni 1995
- Atlantik: Die Atlantische Hurrikansaison 1995 beginnt, als sich das Tiefdruckgebiet Allison im Golf von Mexiko zum Tropischen Wirbelsturm verstärkt.[1]

### Sonntag, 4. Juni 1995
- Mailand/Italien: Der Gesamtsieg bei der 78. Ausgabe des Rad-Etappenrennens Giro d’Italia geht an Tony Rominger aus der Schweiz. Es ist der dritte Gesamtsieg eines Schweizers bei dieser Rundfahrt.[2]
- New York/Vereinigte Staaten: Bei der 49. Verleihung des Tony Awards werden Cherry Jones und Ralph Fiennes jeweils für die beste Leistung in einer Hauptrolle in einem Theaterstück ausgezeichnet.[3]

### Montag, 5. Juni 1995
- Bern/Schweiz: Der FC Sion gewinnt das Final im Schweizer Cup der Fussballer mit 4:2 gegen den Titelverteidiger Grasshopper Club Zürich.[4]
- Wien/Österreich: Im Finale des ÖFB-Cups gewinnt der SK Rapid Wien mit 1:0 gegen den DSV Leoben und wird Österreichischer Fußballpokalsieger 1995.[5]

### Freitag, 9. Juni 1995
- Berlin/Deutschland: Bei der Verleihung des Deutschen Filmpreises im Friedrichstadt-Palast wird die Schauspielerin Christiane Hörbiger für ihre darstellerischen Leistungen in Burning Life sowie Einer meiner ältesten Freunde und Keiner liebt mich mit dem Filmband in Gold ausgezeichnet.[6]

### Samstag, 10. Juni 1995
- Mainz/Deutschland: Die Delegierten des FDP-Parteitags wählen Wolfgang Gerhardt zum Nachfolger Klaus Kinkels im Amt des Parteivorsitzenden.[7]

### Mittwoch, 14. Juni 1995
- Hamburg/Deutschland: Der 26. Deutsche Evangelische Kirchentag beginnt. Er steht unter dem Motto: „Es ist dir gesagt, Mensch, was gut ist.“[8]
- Köln/Deutschland: Im Forum der Volkshochschule werden die Beiträge für das erste deutsche Mahnmal für die schwulen und lesbischen Opfer des Nationalsozialismus vorgestellt, das an der Hohenzollernbrücke entstehen soll.[9]
- Salzburg/Österreich: Titelverteidiger SV Austria Salzburg wird mit einem Sieg gegen den SK Vorwärts Steyr vorzeitig Österreichischer Fußballmeister 1995.[10]

### Donnerstag, 15. Juni 1995
- Halifax/Kanada: Die Staatschefs der Gruppe der Sieben und der Präsident der Europäischen Kommission treffen sich zum 21. Weltwirtschaftsgipfel. Neben wirtschaftlichen Fragen steht der Bosnienkrieg auf der Tagesordnung, im Besonderen die Lage in Sarajevo. Außerdem möchte Bundeskanzler Helmut Kohl wegen der geplanten Versenkung des schwimmenden Erdöl-Tanks „Brent Spar“ im Atlantik die anderen Teilnehmer zu Maßnahmen für den Schutz der Ozeane aufrufen.[11][12]
- Tokio/Japan: Das Amt für kulturelle Angelegenheiten erklärt mit der 1986 in Chino gefundenen Jōmon-Venus-Tonfigur erstmals einen Gegenstand aus der über 4.000 Jahre zurückliegenden Jōmon-Zeit zum Nationalschatz.[13]

### Freitag, 16. Juni 1995
- Budapest/Ungarn: Auf der 104. Versammlung des Internationalen Olympischen Komitees unterliegt Sion in der Schweiz der Konkurrenz aus Östersund in Schweden und Salt Lake City in den Vereinigten Staaten bei der Vergabe der Olympischen Winterspiele 2002. Im finalen Wahldurchgang erhält Salt Lake City den Zuschlag.[14]
- Nürnberg/Deutschland: Die Bundesanstalt für Arbeit meldet für das Jahr 1994 die höchste Quote an Arbeitslosen seit Beginn der entsprechenden Erhebungen in der Bundesrepublik im Jahr 1951, damals noch ohne das Saarland und ohne das Beitrittsgebiet vom 3. Oktober 1990. Im bisherigen Rekordjahr 1951 waren 10,4 % der erwerbsfähigen Bevölkerung arbeitssuchend und 1994 waren es 10,6 %. Für das Beitrittsgebiet wurde für 1994 ein Wert von 15,7 % ermittelt und damit der höchste seit Beginn der entsprechenden Erhebungen im Jahr 1991.[15]

### Samstag, 17. Juni 1995

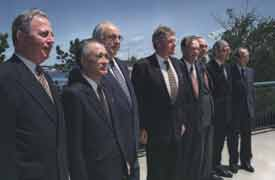
Teilnehmer des 21. Treffens der G7

- Dortmund/Deutschland: Mit einem 2:0-Sieg gegen den Hamburger SV verdrängt Borussia Dortmund den SV Werder Bremen am letzten Spieltag von Platz 1 der Tabelle und wird Deutscher Fußballmeister 1995. Es ist die erste Meisterschaft seit 32 Jahren für die Westfalen.[16]
- Halifax/Kanada: In der Abschlusserklärung des Weltwirtschaftsgipfels wird die Arbeitslosigkeit in vielen Ländern der Gruppe der Sieben als größte Belastung eingestuft. Die Teilnehmer befinden, dass während der aktuellen konjunkturellen Erholung die Unterbeschäftigung weniger stark zurückgeht als bei guter Konjunktur üblich. Die Bereiche, die nicht vom Aufschwung erfasst werden, liegen vor allem in der Industrie.[17]

### Sonntag, 18. Juni 1995
- Solna/Schweden: Die norwegische Fußballnationalmannschaft der Frauen gewinnt den Titel bei der 2. Weltmeisterschaft durch ein 2:0 im Finale gegen Europameister Deutschland.[18]

### Donnerstag, 22. Juni 1995
- Bukarest/Rumänien: Rumänien stellt bei der Europäischen Union (EU) einen Antrag, über den Beitritt des Landes zur EU zu verhandeln.[19]

### Samstag, 24. Juni 1995

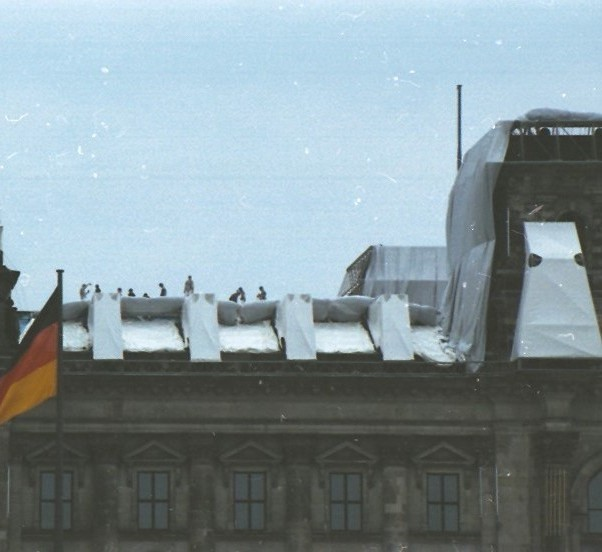
Die Verhüllung begann am Reichstagsdach

- Berlin/Deutschland: Das Künstler-Paar Christo und Jeanne-Claude verhüllt die letzten Meter der Fassade des Reichstagsgebäudes. Bis zum 7. Juli soll das ehemalige Parlament der Weimarer Republik unter Bahnen aus Polypropyl-Gewebe verschwunden bleiben. Dazu erläutert Christo: „Das Gewebe bindet die Natur in das Kunstwerk ein, da der Wind den Faltenwurf verändert.“[20]
- Berlin/Deutschland: Borussia Mönchengladbach gewinnt gegen den Zweitligisten VfL Wolfsburg im Finale des DFB-Pokals der Männer mit 3:0.[21]
- East Rutherford/Vereinigte Staaten: Der Stanley Cup der nordamerikanischen Eishockey-Profiliga NHL geht in diesem Jahr an die New Jersey Devils, die das vierte und entscheidende Spiel der Finalserie gegen die Detroit Red Wings mit 5:2 für sich entscheiden.[22]
- Johannesburg/Südafrika: Die südafrikanische Nationalmannschaft gewinnt das Finale der dritten Rugby-Union-Weltmeisterschaft 15:12 nach Verlängerung gegen Neuseeland.[23]

### Sonntag, 25. Juni 1995
- Bern/Schweiz: In einer Volksabstimmung entscheiden sich die Teilnehmer für die Änderung des Bundesgesetzes über die Alters- und Hinterlassenenversicherung (AHV) und verwerfen die Ideen zum Ausbau von AHV und Invalidenversicherung, die durch eine Volksinitiative eingebracht wurden. Ebenso erhält die vorgeschlagene Änderung des Bundesgesetzes über den Erwerb von Grundstücken durch Personen im Ausland die Ablehnung der Stimmberechtigten.[24][25]

### Dienstag, 27. Juni 1995
- Bratislava/Slowakei: Die Slowakei stellt bei der Europäischen Union (EU) einen Antrag, über den Beitritt des Landes zur EU zu verhandeln.[26]
- Doha/Katar, Genf/Schweiz: Der auf Auslandsreise befindliche Emir von Katar Chalifa bin Hamad Al Thani gibt sich nach seiner plötzlich erfolgten Absetzung als Staatsoberhaupt durch seinen Sohn Hamad bin Chalifa Al Thani kampfbereit. Er sei noch immer der legitime Emir und er wolle, „was immer es kostet“, in seine Heimat zurückkehren.[27]

### Freitag, 30. Juni 1995
- Bonn/Deutschland: Der Bundestag beschließt die Entsendung der Bundeswehr nach Bosnien und Herzegowina. Im Bosnienkrieg werden Soldaten der Bundeswehr zum ersten Mal außerhalb des Gebiets der Vertragsstaaten des Militärbündnisses NATO in einem Kriegsgebiet tätig sein.[28]

## Weblinks

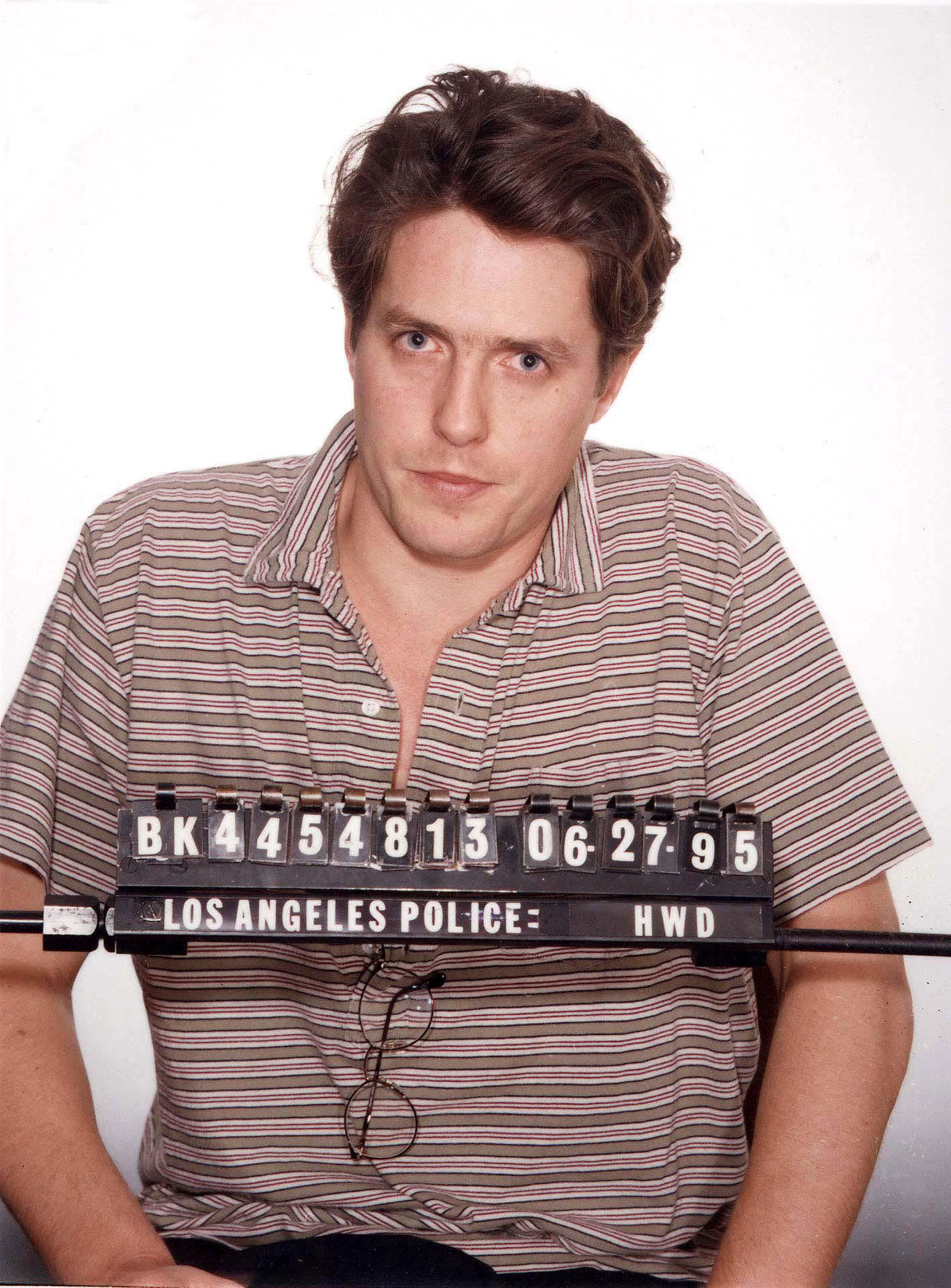
Kalifornien im Juni 1995